# 1995 في الإكوادور
فيما يلي قوائم الأحداث التي وقعت خلال عام 1995 في الإكوادور.

## رياضة
- 1 يناير – بطولة العالم تحت 17 سنة لكرة القدم 1995 الفائز منتخب غانا لكرة القدم.

## مواليد

### يناير
- 28 يناير – كيفن ميركادو لاعب كرة قدم إكوادوري.

### فبراير
- 3 فبراير – خوسيه إنريكي أنغولو لاعب كرة قدم إكوادوري.
- 5 فبراير – إريك كاستيلو لاعب كرة قدم إكوادوري.
- 10 فبراير – بريان دي خيسوس لاعب كرة قدم إكوادوري.

### أبريل
- 8 أبريل – دانييلا سيبيدا
- 10 أبريل – روبيرتو بوربانو لاعب كرة قدم إكوادوري.
- 19 أبريل – كارلوس أرماندو غرويزو أربوليدا لاعب كرة قدم إكوادوري.
- 22 أبريل – جيري ليون

### مايو
- 5 مايو – خوسيه خافيير كورتيز

### يوليو
- 3 يوليو – جوناثان ديفيد غونزاليس لاعب كرة قدم إكوادوري.
- 4 يوليو – روني سانتوس مندوزا لاعب كرة قدم إكوادوري.

### أكتوبر
- 10 أكتوبر – غابرييل كورتيز لاعب كرة قدم إكوادوري.

### نوفمبر
- 28 نوفمبر – كوني خيمينيز
- 30 نوفمبر – برايان أنغولو تينوريو لاعب كرة قدم إكوادوري.

## وفيات

### مارس
- 3 مارس – رافاييل أغيلار (مواليد 1926) راقص إكوادوري.

### أبريل
- 1 أبريل – خورخي بيريز كونشا (مواليد 1908)